# Islas Forge
Las islas Forge o isla Herradura (según Argentina) son un grupo de pequeñas islas situadas al noreste de las islas Barchans y a 0,8 kilómetros al noroeste de la isla Grotto, en las islas Argentina, frente a la costa oeste de la península Antártica.

## Historia y toponimia
Fueron cartografiadas por la Expedición Británica a la Tierra de Graham (BGLE), liderada por John Rymill, en febrero de 1935, y denominadas Horseshoe ya que su disposición tiene la apariencia de una herradura. La denominación argentina es traducción de dicho topónimo.
La actual denominación británica fue impuesta en 1959 por el Comité de Topónimos Antárticos del Reino Unido, para diferenciarla de la isla Herradura en la bahía Margarita. El término forge («fragua») fue puesto en relación con la cercana roca Anvil («yunque»), ubicada al sudeste.

## Reclamaciones territoriales
Argentina incluye las islas en el departamento Antártida Argentina dentro de la provincia de Tierra del Fuego, Antártida e Islas del Atlántico Sur; para Chile forman parte de la comuna Antártica de la provincia Antártica Chilena dentro de la Región de Magallanes y de la Antártica Chilena; y para el Reino Unido integran el Territorio Antártico Británico. Las tres reclamaciones están sujetas a las disposiciones del Tratado Antártico.
Nomenclatura de los países reclamantes: 
- Argentina: islas Herradura[1][5]
- Chile: ¿?
- Reino Unido: Forge Islands[4]